# Hymenoscyphus laetus
Hymenoscyphus laetus är en svampart som först beskrevs av Jean Louis Emile Boudier, och fick sitt nu gällande namn av Dennis 1964. Hymenoscyphus laetus ingår i släktet Hymenoscyphus och familjen Helotiaceae.   Inga underarter finns listade i Catalogue of Life.